# Issam Abdulhadi
Issam Abdulhadi (1928 Nábulus – 16. srpna 2013 Ammán) byla aktivistka za práva palestinských žen. Byla zvolena prezidentkou Generální unie palestinských žen v červenci 1965.
Narozena v Nablusu v roce 1928, byla vzdělávána na škole A’ishiyyeh a později na Friends' School v Ramalláhu.

## Kariéra
Abdulhadi zahájila svou kariéru v palestinských ženských aktivitách na Západním břehu v roce 1949. Zúčastnila se prvního palestinského národního shromáždění, na kterém byla formálně založena Generální unie palestinských žen v červnu 1964. V roce 1949 byla zvolena generální tajemnicí Arabské unie žen v Nablusu. Do července 1965 byla zvolena prezidentkou Generální unie palestinských žen.

## Vězení
V dubnu 1969 byla Abdulhadi uvězněna izraelskými silami a poté byla deportována se svou dcerou Faihou Abdul Hadi poté, co uspořádala stávku hladovění a demonstraci v Kostele Svatého hrobu v Jeruzalémě, kde protestovala proti zabíjení žen izraelskou armádou v Gaze.

## V exilu
Abdulhadi pracovala skrze Výbor na záchranu Jeruzaléma v Ammánu, Jordánsko. Do roku 1974 byla jmenována do Palestinského centrálního výboru, a poté znovu založila Generální unii palestinských žen v Libanonu. Poté vedla palestinskou delegaci na prvním Světovém kongresu žen v Mexico City v roce 1975.Do roku 1981 byla zvolena předsedkyní Generální unie arabských žen, následovala viceprezidentka Mezinárodní demokratické unie žen od roku 1981 do roku 1992.V roce 1993 jí bylo dovoleno vrátit se na Západní břeh spolu s 30 dalšími vůdci.

## Ocenění
Abdulhadiová byla v roce 2001 oceněna cenou Ibn Rushda za svobodu myšlení a byla jednou z osmi palestinských žen nominovaných na Nobelovu cenu míru v rámci projektu "1000 žen pro Nobelovu cenu míru 2005".

## Osobní život
Abdulhadi se oženil ve věku devatenácti let. Zemřela v jordánském Ammánu 16. srpna 2013.